# Kinilaw
Le kinilaw (littéralement « mangé cru ») est un plat à base de fruits de mer crus, originaire des Philippines, similaire au ceviche,. Il s’agit plus précisément d’un procédé de cuisson reposant sur du vinaigre ou des jus de fruits acides pour  dénaturer les ingrédients plutôt que sur un plat, car il peut également être utilisé pour préparer de la viande et des légumes.

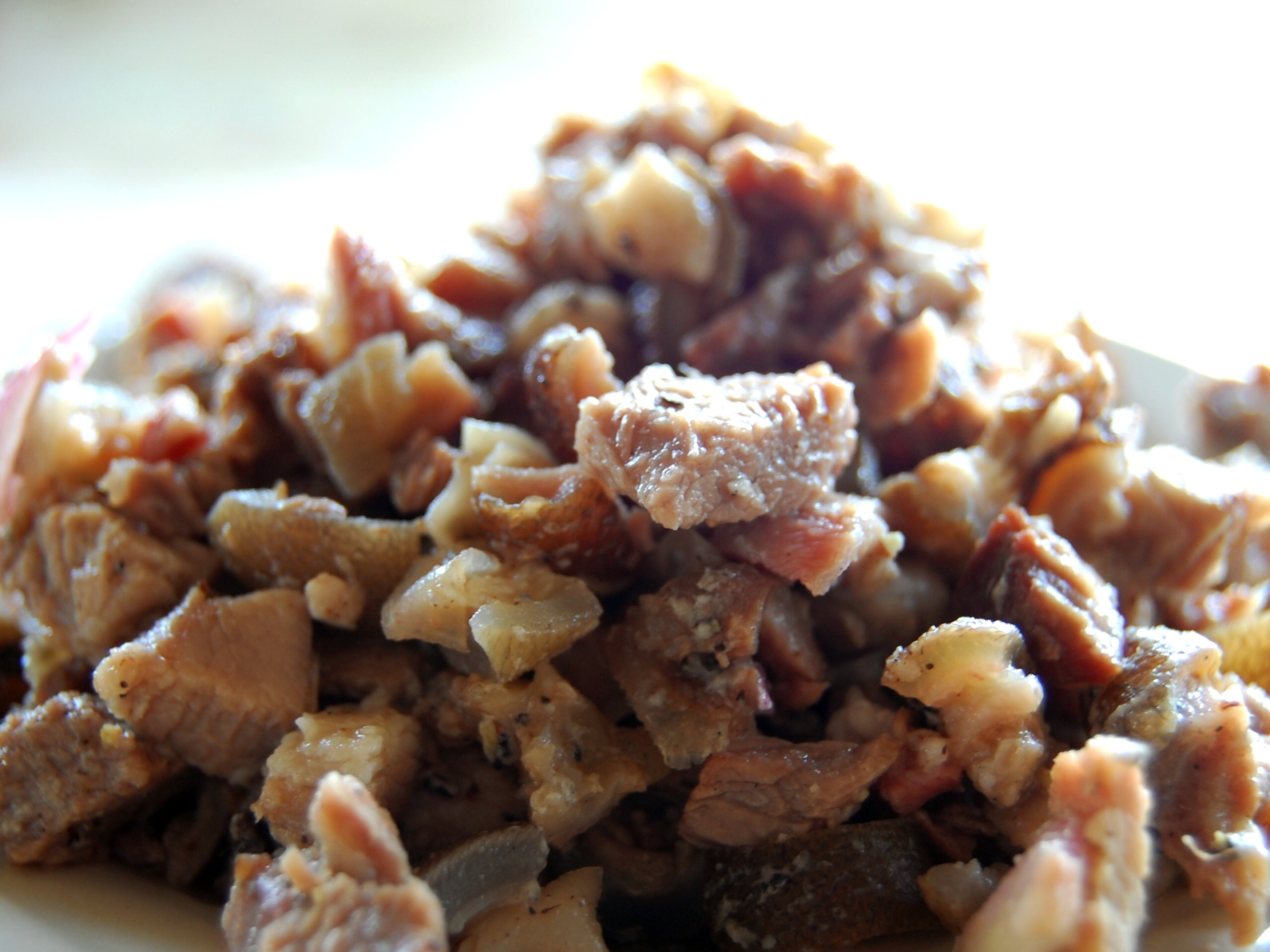
Kilawen kambing.

Les kinilaw à base de viande (généralement connus sous le nom de kilawin) sont plus répandus dans le nord des Philippines et utilisent de la viande (non crue)  blanchie et légèrement  grillée. Les kinilaw sont généralement consommés avant un repas en tant qu'amuse-gueule (« pulutan ») avec des boissons alcoolisées.